# Dictyolytta
Dictyolytta là một chi bọ cánh cứng trong họ Meloidae.
Chi này được miêu tả khoa học năm 1960 bởi Selander.

## Các loài
Chi này gồm các loài:
- Dictyolytta philippii (Reed, 1873)